# National Defense University
National Defense University (Det Nationale Forsvarsuniversitet; NDU) er en institution for videregående uddannelse finansieret af United States Department of Defense, som har til formål at fremme træning på højt niveau, uddannelse og udvikling af strategi indenfor national sikkerhed. Det er chartret af Joint Chiefs of Staff med U.S. Navy viceadmiral Ann E. Rondeau som præsident. Det er beliggende på Fort Lesley McNairs område i Washington D.C.
Universitetets opgave er at forberede militære og civile ledere fra USA og andre lande for bedre at kunne løse nationale og internationale sikkerhedspolitiske udfordringer gennem tværfaglige uddannelser, forskning, faglig udveksling og opsøgende arbejde. Skolens kandidatuddannelse er en et-årig intensivt studium.
De fleste elever er officerer og udvalgte civile i Washington. Studerende tage klasser i avanceret strategiske metoder og diplomati. Adskillige institutter tjener universitetet i at udvikle politikker for regeringen, og samtidig skabe simuleringer og krigsspil for at hjælpe med at holde militæret opdateret med specifikke problemer.